# Isidora 3000
Isidora 3000 es un conjunto arquitectónico que comprende oficinas, departamentos, comercios, además de Hotel W (Residencias W, Mundo W); fue inaugurado en 2009. Está ubicado en avenida Isidora Goyenechea en el barrio El Golf (el que, a su vez, se encuentra parcialmente en la zona conocida como Sanhattan, centro financiero de la metrópoli de Santiago, Chile). Con 118 metros y 31 pisos, en un principio era el quinto más alto de la metrópoli, pero en 2011 pasó a ser el sexto en el ranking. El diseño de este rascacielos de 29 pisos es de Handel Architects LLP, de Nueva York.

## W Santiago
Isidora 3000 alberga el primer hotel W de Sudamérica. Ocupando los 11 primeros niveles del complejo, W Santiago cuenta con 200 habitaciones con tarifas que van a partir de los USD 299, siendo la WOW Extreme Suite la más cara con una tarifa de USD 3.000 la noche. Además cuenta con el prestigioso servicio de Whatever/Whenever (Lo que quieras/Cuando quieras) exclusivo de W Hotels que podrá satisfacer los deseos más caprichosos que se le puedan ocurrir a sus huéspedes.

## W Residences

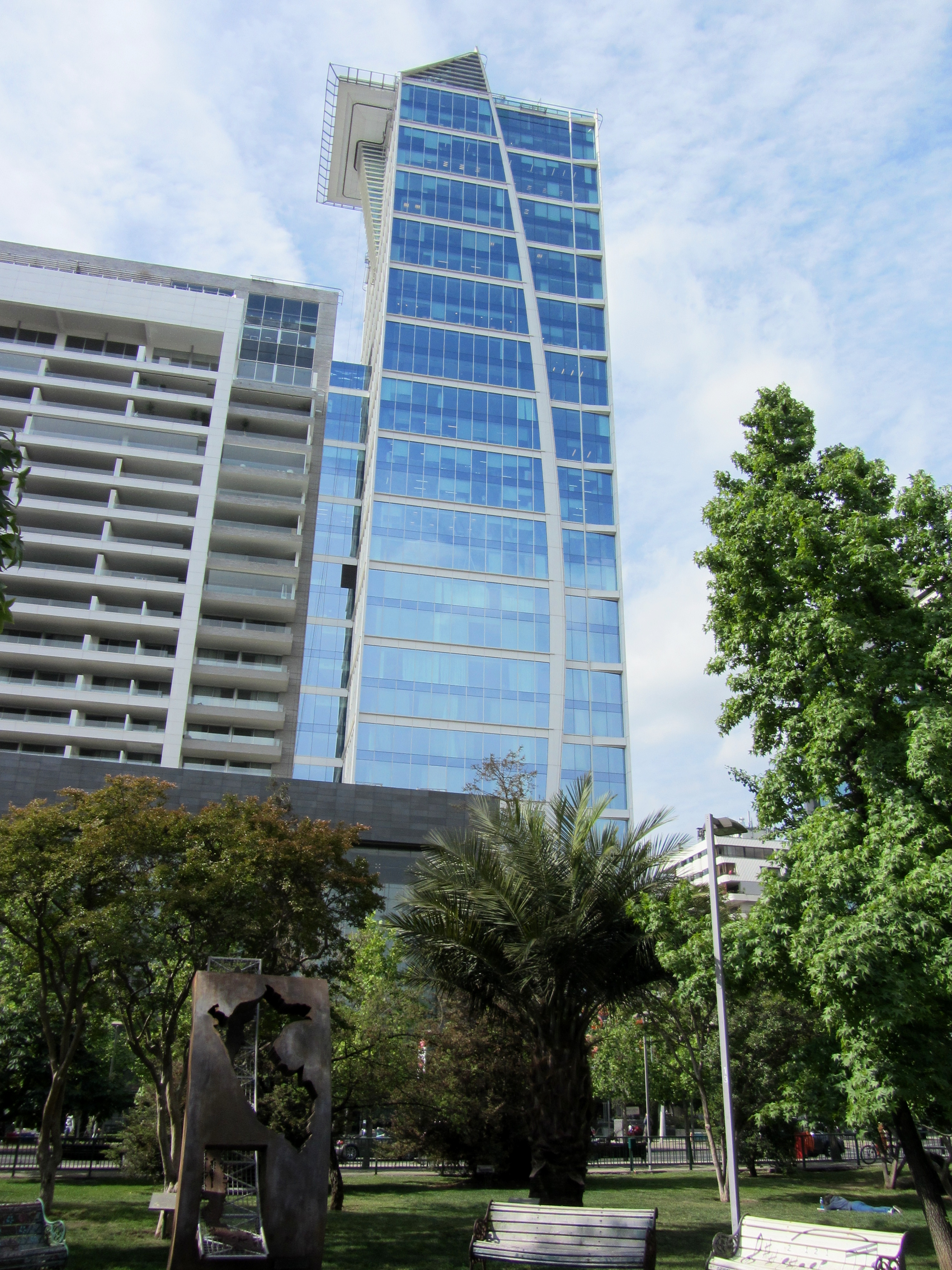
Isidora 3000 (con la torre del Hotel W) visto desde la plaza Perú.

La cadena W, del grupo Starwood Hotels & Resorts Worldwide, abre sus primeras W Residences fuera de Estados Unidos en nada más y nada menos que en Santiago, Chile, ofreciendo 43 exclusivos departamentos y 3 penthouses que además se suman al distinguido servicio Whatever/Whenever que ofrece W hotels.

## Detalles
- Inmobiliaria: Territoria S. A.
- Arquitectura: Handel Architects LLP (NY)
- Diseño Interior: Tony Chi & Assoc. (NY) / Sergio Echeverría Edwards (Chile)
- Paisajismo: Roberto Elkis (Brasil)
- Altura: 118 metros
- Pisos: 29 pisos
- Condición: En uso
- Rango: 
  - 2011:
    - En Chile: 9.º lugar.